# Záblatí (Jindřichův Hradec)
Záblatí è un comune della Repubblica Ceca facente parte del distretto di Jindřichův Hradec, in Boemia Meridionale.